# کراواری
کراواری یک شهرداری است که در ایالت آمازوناس (برزیل) ، برزیل واقع شده است.

این شهر ۵ درصد از جنگل ملی تفه را تشکیل می‌دهد و فرودگاه کراواری در این شهر قرار دارد.